# Albrecht Rosengarten
Albrecht Rosengarten (eigentlich Abraham, aber auch Albert Rosengarten, * 5. Januar 1810 in Kassel; † 15. August 1893 in Wiesbaden) war ein deutscher Architekt, dessen Werk großen Einfluss auf den Synagogenbau in Deutschland und Österreich-Ungarn in der zweiten Hälfte des 19. Jahrhunderts hatte.

## Herkunft und Werdegang

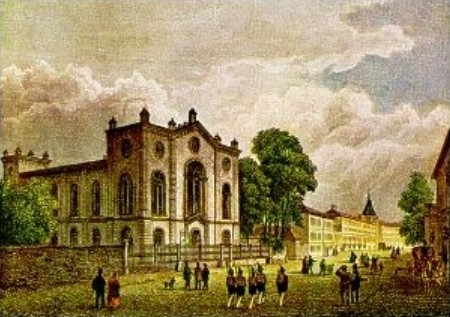
Die Hauptsynagoge in Kassel von 1839

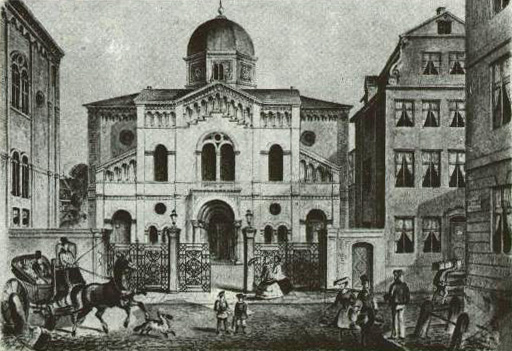
Die Synagoge an den Kohlhöfen in Hamburg von 1859

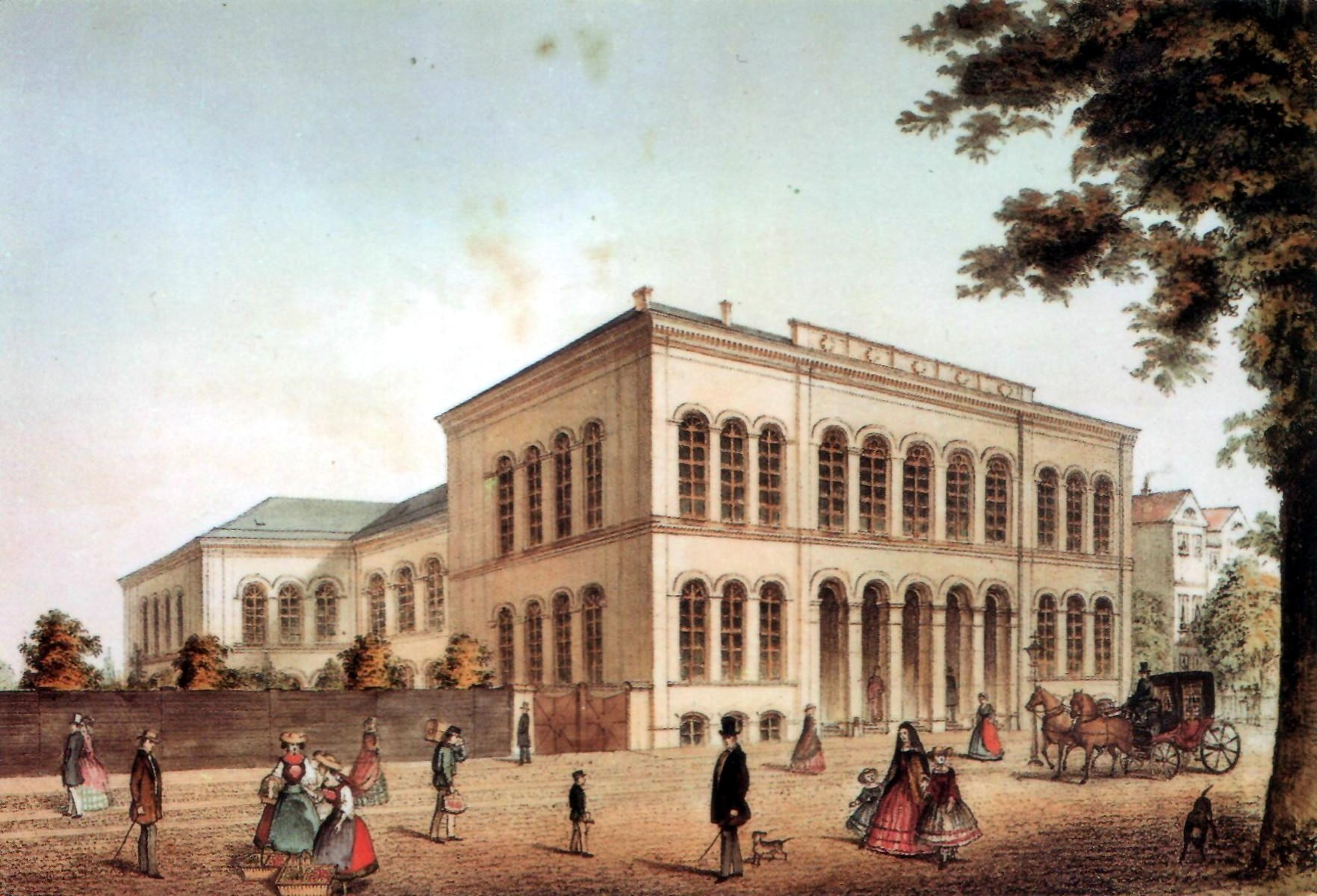
Gast- und Krankenhaus Hamburg

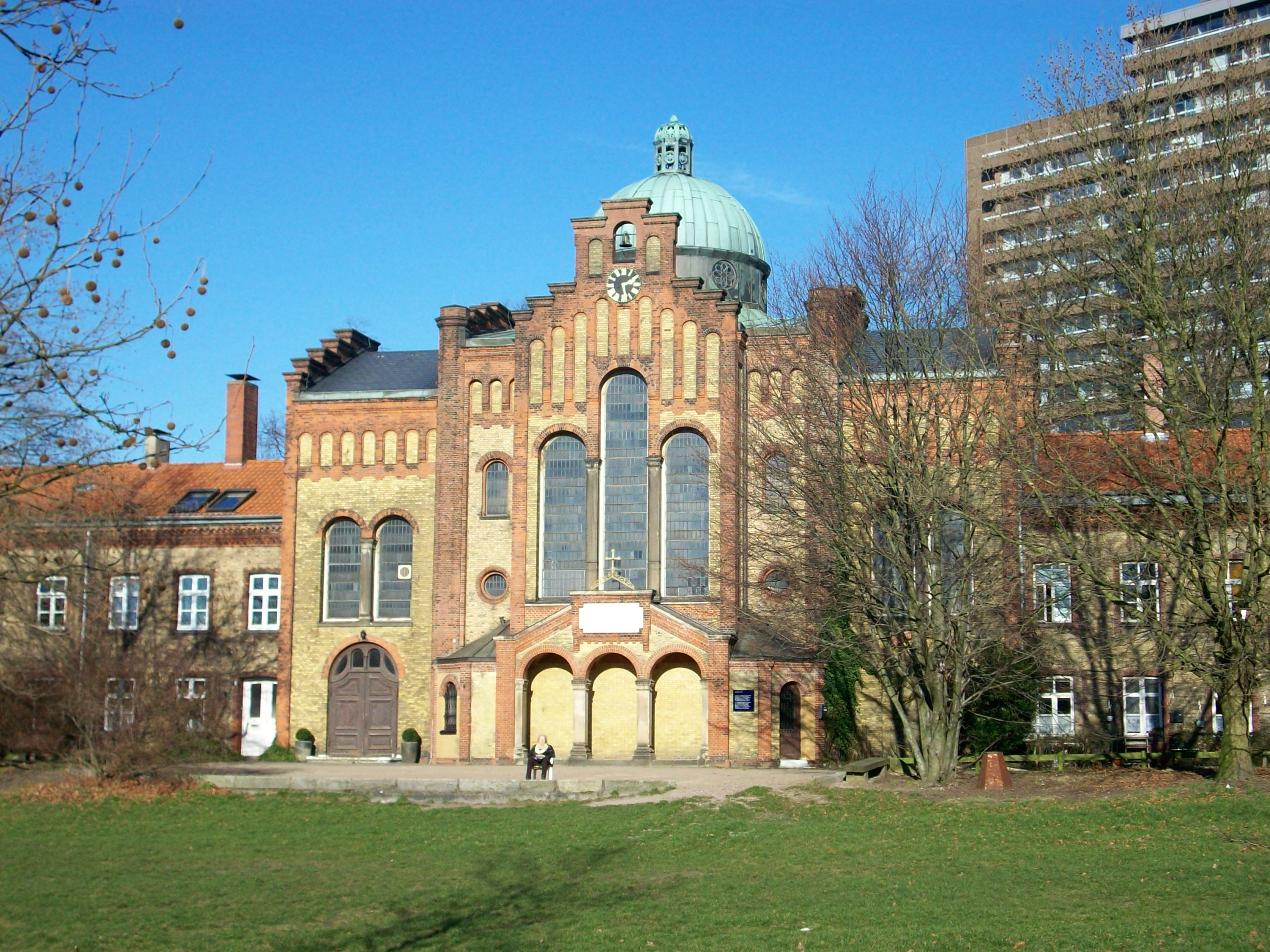
Schröderstift Hamburg

Rosengarten stammte aus einer jüdischen Kasseler Familie und erlernte seinen Beruf in den 1830er Jahren beim Bauamt in Kassel. Er arbeitete 12 Jahre im kurhessischen Staatsdienst und bildete sich bei Auslandsaufenthalten 1839 in Paris (bei Henri Labrouste) und 1841 in Rom weiter. Er war der erste jüdische Architekt in Deutschland, der Synagogen baute, und wurde bekannt als Erbauer der Hauptsynagoge in Kassel (1836–1838), der Synagoge im nordhessischen Gudensberg (1840–1843), sowie dreier in Ziegelrohbauweise ausgeführter Synagogen (darunter die große Synagoge Kohlhöfen) und des Gast- und Krankenhauses an der Danziger Straße in Hamburg (1853–1857).

## Hauptsynagoge Kassel
Die große, zweistöckige, dreischiffige Hauptsynagoge in Kassel, die bis 1938 in der Unteren Königstraße stand und etwa 800 Gemeindemitgliedern Platz bot, wurde 1839 nach drei Jahren Bauzeit eingeweiht. Sie sollte sich, gemäß dem Wunsch der jüdischen Gemeinde von Kassel, architektonisch selbstbewusst darstellen, aber in ihrer Bauweise von der Umgebung nicht allzu sehr abheben. Mit ihrer schnörkellosen Fassade, den neuromanischen Rundbögen und dem gelblich-weißen Bruchstein fügte sie sich harmonisch ins Stadtbild.

## Einfluss
Rosengarten kreierte mit diesem Bau einen neuen Stil im Synagogenbau. Er veröffentlichte seine Ansichten und Pläne 1840 in der Wiener Allgemeinen Bauzeitung, weshalb sie bis heute erhalten sind. Rosengartens Architektur war geprägt von dem Anliegen, die Integration der Juden auch im Baustil zu symbolisieren. Vorbild und damit gemeinsame Wurzel für Juden und Christen war für ihn die Basilika, und er hielt den Rundbogenstil als für Synagogen am besten geeignet. Er lehnte den ägyptischen Stil wegen seiner Assoziation mit Sklaverei, den neugotischen wegen seiner allzu offenkundigen Verbindung mit christlicher Architektur ab, und er war gegen das Kopieren klassischer Tempel. Sein Kasseler Werk wurde stilbestimmend für Synagogen in Frankfurt/Main (Schützenstraße, 1853) und Mannheim (1855). Sein Einfluss auf den Synagogenbau war besonders sichtbar im ehemaligen Österreich-Ungarn. Die Synagogen von Pohořelice (Pohrlitz) (1855), Brno (Brünn) (1855) und Jihlava (Iglau) (1863) in Mähren zeigen seinen Einfluss, ebenso die Neue Synagoge in Gliwice (Gleiwitz) (1861), die Große Synagoge in Plzeň (Pilsen) (1861) und die Linzer Synagoge (1877).
Da die meisten der von ihm erbauten Synagogen zerstört wurden, ist die Synagoge in Gudensberg in Nordhessen wohl eine der wenigen, wenn nicht die einzige noch erhaltene Synagoge Albrecht Rosengartens.

## Bauten
- 1836–1838: Hauptsynagoge Kassel
- 1840–1843: Synagoge Gudensberg
- nach 1842: Haus Wilkens, Hamburg, Alter Wall 56–58
- nach 1842: Wohnhaus, Hamburg, Alsterdamm 3
- nach 1842: Geschäftshaus Schumacher & Dahnert, Hamburg, Johannisstraße 19
- 1851–1853: Schröderstift, Hamburg
- 1858: Hospitalbau Gast- und Krankenhaus, Hamburg, Danziger Straße
- 1857–1859: Synagoge Kohlhöfen, Hamburg
- 1862: Grabkapelle Schröder, Hamburg, Petrikirchhof
- 1867–1869: Oberaltenstift, Hamburg, Mühlendamm
- 1872: Villa Horschitz, Hamburg, Harvestehuder Weg 8
- 1874: Alida Schmidt-Stift, Hamburg, Bürgerweide 23

- 1865 Entwurf Grabmal Gabriel Riesser, 1865 ausgeführt von  Engelbert Peiffer,  Jüdischer Friedhof Ohlsdorf[3]

## Schriften
- (mit L. Runge): Architektonische Mittheilungen über Italien. Eine Auswahl interessantester und werthvoller Darstellungen aus den Mappen der Architekten L. Runge und A. Rosengarten. Müller, Berlin o. J. [ca. 1847].
- Die architektonischen Stylarten. Eine kurze, allgemeinfaßliche Darstellung der charakteristischen Verschiedenheiten der architektonischen Stylarten. Vieweg, Braunschweig 1857. Digitalisat
- Architekturbilder aus Paris und London. Hamburg 1860.